# The Kinks
The Kinks var en engelsk rockgruppe centreret omkring brødrene Ray og Dave Davies, der voksede op i Muswell Hill i Nordlondon. Gruppen, som blev dannet i 1964 og spillede indtil 1996, anerkendes bredt som et af de vigtigste og mest indflydelsesrige rocknavne i sin tid. Deres musik var influeret af mange genrer, herunder rhythm and blues, britisk music hall, folkemusik og country. Ray Davies (forsanger, rytmeguitar) og Dave Davies (leadguitar, kor) var med i gruppen i hele dens 32 år lange levetid. De to øvrige oprindelige medlemmer, Pete Quaife (basguitar, kor) og Mick Avory (trommer, percussion), blev erstattet af henholdsvis John Dalton i 1969 og Bob Henrit i 1984.
Gruppen fik sit gennembrud i 1964 med sin tredje single, "You Really Got Me". Nummeret blev et internationalt hit, idet det nåede toppen af hitlisten i Storbritannien og i top 10 i USA. Gruppens storhedstid var fra midten af 1960'erne til begyndelsen af 1970'erne, hvor gruppen udgav en stribe singler og album, der både var salgsmæssige successer og rost af kritikerne. Gruppens sange er senere blevet spillet af yngre navne som Van Halen, The Jam, The Knack og The Pretenders. 
I 1990, som var det første år, hvor de ifølge reglerne var kvalificerede, blev gruppens fire oprindelige medlemmer optaget i Rock and Roll Hall of Fame, og de blev optaget i den britiske musiks Hall of Fame i november 2005.

## Historie

### Begyndelsen (1962-1963)
Brødrene Davies blev født i East Finchley i Nordlondon som de yngste og eneste drenge i en søskendeflok på otte. Deres forældre, Frederick og Annie Davies, flyttede snart familien til et hus i Denmark Terrace i den nærtliggende bydel Muswell Hill. I hjemmet var de to drenge meget optaget af musik af mange forskellige genrer strækkende sig fra music hall fra forældrenes generation til jazz og rock, som deres storesøstre dyrkede. Musikken blev specielt dyrket ved fester, der blev holdt i huset mange, lange nætter, hvilket gjorde et stort indtryk på de to brødre. Thomas Kitts skriver: "Betydningen af disse fester for the Kinks (...) er påfaldende. Om det var bevidst eller ubevidst, så virkede det, som om Ray [på scenen] forsøgte at genskabe festerne fra lørdag aftnerne i sin families hus – komplet med kaos, øl og fællessang. Både Ray og hans bror Dave, der er næsten tre år yngre end ham, lærte at spille guitar, og de spillede skiffle og rock'n'roll sammen.
Brødrene gik i skole i William Grimshaw Secondary Modern School, hvor de dannede gruppen The Ray Davies Quartet med Rays ven og klassekammerat Pete Quaife og dennes ven John Start. De blev modtaget pænt til deres debut ved et skolebal, hvilket gav gruppen lyst til at prøve lykken på lokale pubber og barer. Gruppen havde en skiftende række af forsangere, heriblandt Rod Stewart, der også gik på William Grimshaw, som optrådte med gruppen mindst én gang i begyndelsen af 1962. Stewart dannede kort tid efter sin egen gruppe, Rod Stewart and the Moonrakers, som blev en lokal rival til The Ray Davies Quartet. I slutningen af 1962 flyttede Ray Davies hjemmefra for at studere Hornsey College of Art. Her dyrkede han sine interesser for kunstarter som film, tegning, teater samt musik som jazz og blues. Han blev rutineret guitarist som medlem af gruppen Dave Hunt Band fra Soho, en professionel gruppe, der spillede jazz og R&B. Davies droppede snart ud af skolen og vendte tilbage til Muswell Hill, hvor han sammen med sin bror og Quaife gendannede den gamle gruppe, som nu optrådte under navne som Pete Quaife Band, the Bo-Weevils og The Ramrods, inden de (for et stykke tid) valgte navnet The Ravens.
Den unge gruppe hyrede to managere, Grenville Collins og Robert Wace, og i slutningen af 1963 blev den tidligere popsanger Larry Page tilknyttet som den tredje. Den amerikanske pladeproducer Shel Talmy begyndte at arbejde med gruppen, og The Beatles' arrangør, Arthur Howes, blev ansat til at holde styr på engagementerne for The Ravens. Gruppen optrådte uden held hos flere pladeselskaber, før den i begyndelsen af 1964 med hjælp fra Talmy fik en kontrakt hos Pye Records. Mens alt dette fandt sted, havde gruppen fået en ny trommeslager, Mickey Willet, der dog forlod den kort inden kontrakten blev underskrevet. The Ravens inviterede nu Mick Avory til at erstatte Willet, idet de så Avorys annonce i Melody Maker. Avory havde en baggrund som jazztrommeslager, og han havde blandt andet spillet et enkelt job med det ligeledes helt unge The Rolling Stones.
Omtrent samtidig blev gruppen enig om et nyt navn, som skulle blive permanent: The Kinks. Der har været mange teorier om oprindelsen til dette navn. Jon Savages analyse lyder således: "[De] havde brug for et gimmick, noget der kunne tiltrække opmærksomhed. Her var det: "Kinkiness" (frækhed) – noget småfrækt, men samtidig på grænsen til det acceptable. Ved at bruge 'Kinks' i navnet på den tid var de en del af et tidstypisk popritual – berømmelse via skandale." Manager Robert Wace bidrog med følgende forklaring: "Jeg havde en ven (...) Han syntes, at gruppen var ganske morsom. Hvis jeg husker korrekt, foreslog han navnet bare som en ide, en god måde at give reklame på. (...) Da vi foreslog [gruppens medlemmer] navnet, var de (...) fuldstændig rystede. De sagde: 'Vi vil ikke kaldes frække!'" Ray Davies' version passer ikke med Waces – han husker det, som om det var Larry Page, der havde fundet på det med henvisning til deres "frække" sans for mode. Davies har citeret ham for at sige: "Med den måde, I ser ud på, og med det tøj, I har på, burde I hedde The Kinks." "Jeg har egentlig aldrig brudt mig om navnet," har Davies sagt.

### Gennembruddet og forbud mod at turnere i USA (1964-1966)
The Kinks' første single var en kopi af Little Richard-sangen "Long Tall Sally". En ven af gruppen, Bobby Graham, blev engageret til at spille trommer på den. Han blev ved forskellige lejligheder indkaldt som substitut for Avory på pladeindspilninger og optræder på flere af gruppens tidligste singler. "Long Tall Sally" blev udsendt i februar 1964, men trods en ihærdig indsats fra gruppens managere med at reklamere for den, blev singlen næsten fuldstændig overset. Da  den anden single, "You Still Want Me", heller ikke kom på hitlisterne, truede Pye Records med at annullere kontrakten, hvis ikke den tredje single fik succes.
"You Really Got Me" blev udsendt i august 1964, og da gruppen fik mulighed for at spille den i tv-programmet Ready Steady Go!, gik singlen kort efter ind på førstepladsen på den britiske hitliste. Det amerikanske selskab Reprise Records importerede i hast singlen til USA, hvor den også kom i top 10. Det markante, forvrængede guitarriff, som Dave Davies havde frembragt ved at lave en kile i højttalerkeglen på sin forstærker (internt i gruppen omtalt som "little green amp" – den "lille grønne forstærker"), gav sangen sin markante, rå guitarlyd. Sangen fik stor indflydelse på den amerikanske garagerockscene og er blevet betegnet som "en konceptsang i bagagen inden for hård rock og heavy metal." Kort efter udgivelsen af singlen indspillede The Kinks de fleste af numrene til deres debutalbum, der blot fik titlen Kinks. Med sange, der for størstedelens vedkommende var kopier eller traditionelle sange i nye indpakninger, blev albummet udsendt 2. oktober 1964 og nåede fjerdepladsen på den britiske albumliste. Tre uger senere udkom gruppens fjerde single, "All Day and All of the Night", der var endnu en original hård rocksang, skrevet af Ray Davies, og denne single blev nummer to i Storbritannien og nummer syv i USA. Ligeledes blev de næste to singler, "Set Me Free" og "Tired of Waiting for You", kommercielle successer, og sidstnævnte nåede også helt til tops i Storbritannien.
The Kinks tog på sin første turné til Australien og New Zealand i januar 1965 som del af en pakkeløsning, hvor også Manfred Mann og The Honeycombs deltog. I et tætpakket program sammen med navne som The Yardbirds og Mickey Finn optrådte The Kinks som topnavn utallige gange i løbet af dette år, blandt andet også i Tivoli i København, hvor kvindelige fans løb på scenen og forsøgte at omfavne idolerne med en sådan kraft, at politiet skred ind. Successen førte til konflikter, der blandt andet udtrykte sig i et slagsmål på scenen mellem Avory og Dave Davies i Capitol Theatre i Cardiff, Wales, den 19. maj. Efter afslutningen på den første sang, "You Really Got Me", fornærmede Dave Davies Avory og sparkede til hans trommesæt, så det væltede. Avory svarede igen ved at slå Davies med stativet til sin hi-hat, hvilket gjorde at denne mistede bevidstheden, hvorpå Avory flygtede rædselsslagen for, om han havde slået sin kammerat ihjel. Davies kom på skadestuen og blev syet med seksten sting i hovedet. I den efterfølgende afhøring hos politiet sagde Avory, at det hele var en del af et nyt show, hvor gruppens medlemmer skulle smide instrumenter efter hinanden. Efter en turné om sommeren i USA nægtede American Federations of Musicians gruppen tilladelse til at spille koncerter de følgende fire år, hvilket effektivt skabte hindringer for, at The Kinks kunne opnå succes på det største musikmarked i verden midt under den britiske invasion. Skønt hverken The Kinks eller sammenslutningen gav nogen præcis begrundelse for denne udelukkelse, var der i samtiden almindelig enighed om, at den skyldtes gruppens mange episoder med ballade på turneen.
Under en mellemlanding i Bombay, Indien, i forbindelse med en turné i Australien og Asien blev Ray Davies inspireret til at skrive sangen "See My Friends", der udkom på single i juli 1965. Den er et tidligt eksempel på crossover og et af de første eksempler fra perioden på popmusik, der udviser tydelig inspiration fra musik fra det indiske subkontinent. I sin selvbiografi, X-Ray, nævner Davies, at han blev inspireret til at skrive denne sang, efter at han på en tidlig morgenspadseretur havde hørt de lokale fiskere synge: "Jeg kan huske, at jeg stod op, gik til stranden og så alle disse fiskere komme gående. Først kunne jeg kun høre en sangen, men gradvis kom sangen nærmere, og jeg kunne se fiskerne bære deres net frem. Da vi kom til Australien, skrev jeg flere sange, og specielt skrev jeg også denne her." Musikhistorikeren Jonathan Bellman hævder, at denne sang havde "meget stor indflydelse" på Davies' musikalske kolleger: "Og selv om der har været gjort meget ud af The Beatles' "Norwegian Wood", fordi det var den første popsang, der anvendte sitar, udkom den først et pænt stykke tid efter The Kinks' klart indisk-inspirerede 'See My Friends'." Pete Townshend fra The Who var specielt påvirket af sangen: "'See My Friends' var næste gang, hvor han fik mig til at lytte godt efter og tænke: 'Gud, han har gjort det igen. Han har fundet på noget nyt.' Det var den første fornuftige brug af en bordun – langt bedre end noget af det, The Beatles lavede, og meget før. Det var et vestligt lydbillede mere end et østligt, men med en tydelig, berettiget østlig indflydelse, der har rod i europæisk folkemusik." I en ofte citeret udtalelse fra Barry Fantoni, kendis fra 1960'erne og ven med The Kinks, The Beatles og The Who, genkalder han, hvordan sangen også fik betydning for The Beatles: "Jeg husker den ganske tydeligt og synes stadig, den er en helt speciel popsang. Jeg var sammen med The Beatles den aften, hvor de faktisk sad og lyttede til den på grammofon og sagde: 'Ved I hvad, den her guitar lyder som en sitar. Sådan en må vi også have.'" Sangens markante brud med popmusikkens konventioner vandt ikke genklang hos det amerikanske publikum. Således opnåede sangen en placering som nummer 11 i Storbritannien, men blot nummer 111 i USA.
Indspilningen af gruppens næste projekt, Kinda Kinks, begyndte umiddelbart efter gruppens hjemkomst fra Asien-turneen. Albummet, på hvilket ti ud af de tolv numre var nyskrevne, var færdigt og udgivet på blot to uger. Ifølge Ray Davies var gruppen ikke helt tilfreds med miksningen, men pres fra pladeselskabet betød, at der ikke var tid til at fjerne de sidste fejl. Davies udtrykte senere sin utilfredshed med produktionen, idet han udtalte, at "der skulle have været taget lidt mere omhu med den. Jeg mener, at [producer] Shel Talmy gik for vidt i sine bestræbelser på at holde fast i de grove kanter. Nogle af dobbeltsporingerne på pladen er direkte rædselsfulde. Der var bedre sange på den end på det første album, men det blev ikke gennemført ordentligt. Det blev ganske enkelt presset alt for hurtigt igennem."
Et markant stilskift blev klart i slutningen af 1965 med udsendelsen af singler som "A Well Respected Man" og "Dedicated Follower of Fashion" sammen med gruppens tredje album The Kink Kontroversy, hvorpå studiemusikeren Nicky Hopkins for første gang spillede keyboards med The Kinks. Disse indspilninger viste udviklingen i Ray Davies' sangskrivning fra hård rock til udpræget socialt kommenterende sange, der havde et fint øje for typiske persontyper, tilsat en umiskendelig engelsk tradition. Den satiriske single "Sunny Afternoon" var det største britiske hit i sommeren 1966, hvor det stødte The Beatles' "Paperback Writer" fra hitlistens førsteplads. Forud for udgivelsen af The Kink Kontroversy var Ray Davies ude for et nervøst og fysisk sammenbrud forårsaget af det tætpressede koncertprogram, presset for at skrive sange samt juridiske besværligheder. I sin månedlange rekonvalescensperiode skrev han adskillige nye sange og funderede over gruppens fremtidige retning. I samme periode var Quaife involveret i en bilulykke, og efter at have kommet sig oven på det besluttede han sig for at forlade gruppen i en stor del af 1966. Bassisten John Dalton udfyldte hullet, indtil Quaife vendte tilbage mod slutningen af året.
"Sunny Afternoon" var en prøve på gruppens følgende album, Face to Face, der viste Davies' efterhånden klarere evne til at skabe pæne, men samtidig bidende fortællende sange om hverdagens mennesker og deres liv. Hopkins var igen med til indspilningerne, hvor han bidrog med forskellige keyboards som klaver og cembalo. Han var ligeledes med til at indspille gruppens to næste album og medvirkede på et antal gruppens liveindspilninger for BBC, inden han kom med i The Jeff Beck Group i 1968. Face to Face udkom i Storbritannien i oktober 1966, hvor den blev vel modtaget og opnåede en ottendeplads på hitlisten som bedste placering. Albummet udkom i USA i december samme år, hvor det blev udråbt som et muligt topalbum af Billboard-magasinet. Trods dette opnåede det kun beskeden succes med en 135. plads som bedste placering – et tegn på gruppens dalende popularitet på det amerikanske marked. The Kinks' næste single kom i form af en social kommentar med sangen "Dead End Street". Singlen blev udsendt i november 1966 og blev endnu engang et topti-hit for gruppen, men nåede blot op som nummer 73 i USA. Melody Makers anmelder Bob Dawbarn hyldede Ray Davies' evne til at lave en sang med "en fantastisk tekst og strålende melodi ... kombineret med glimrende produktion", og musikforskeren Johnny Rogan beskrev sangen som "et drama omkring køkkenvasken uden dramatisk indhold – en statisk forestilling om arbejderklassens stoicisme." En af gruppens første reklamevideoer blev lavet til denne sang. Videoen blev filmet på Little Green Street, et smalt stræde i det nordlige London fra det 19. århundrede, en sidegade til Highgate Road i Kentish Town.

### Den gyldne periode (1967-1972)
The Kinks' næste single, "Waterloo Sunset", blev udsendt i maj 1967. I teksten beskrives to elskende, der går over en bro, mens en melankolsk tilskuer reflekterer over parret, Themsen og Waterloo Station. Rygtet ville vide, at sangen var inspireret af et kærlighedsforhold mellem to af den tids kendisser, skuespillerne Julie Christie og Terence Stamp. I sin selvbiografi benægter Ray Davies dette, og i et interview fra 2008 udtalte han, at "det var en fantasi om min søster, der rejste væk med sin kæreste til en ny verden, og de var på vej til at emigrere og bosætte sig i et andet land." Trods sit ret komplekse arrangement tog indspilningen af sangen ikke mere end ti timer. Dave Davies kommenterede senere således på indspilningen: "Vi brugte en del tid på prøve at finde en anderledes guitarlyd, som kunne give pladen en mere unik lyd. Vi endte med at bruge ekko skabt med forsinket afspilning af båndet, hvilket lød nyt, fordi ingen havde gjort sådan siden 1950'erne. Jeg kan huske, at Steve Marriott fra The Small Faces opsøgte mig og spurgte, hvordan vi havde lavet den lyd. Vi var næsten helt stilskabende et stykke tid. Denne single var en af The Kinks' allerstørste hits i Storbritannien og blev nummer to på Melody Makers liste. I eftertiden blev den en af gruppens mest populære og bedst kendte sange. Popmusikjournalisten Robert Christgau kaldte den "den smukkeste sang på det engelske sprog", og Stephen Erlewine fra Allmusic betegnede den som "sandsynligvis den smukkeste sang fra rock and roll-perioden."
Sangene på albummet Something Else by the Kinks fra 1967 videreudviklede den stil, der var påbegyndt på Face to Face, så der i mere tydelig grad kan findes påvirkning fra engelsk music hall i gruppens musik. Dave Davies var forsanger på "Death of a Clown", der blev et britisk hit, da den blev udsendt som single i hans eget navn, men sangen var også med på dette album og var skrevet af brødrene Davies i fællesskab. Samlet set var salget af albummet imidlertid skuffende, og det fik The Kinks til i en fart at udsende "Autumn Almanac" som single i begyndelsen af oktober. Dette nummer med bagsiden "Mister Pleasant" blev en ny top-5-succes for gruppen. Andy Miller peger på, at trods singlens succes markerer den alligevel et vendepunkt i gruppens karriere, idet det blev deres sidste single i top-10 i tre år: "Set i bakspejlet markerer "Autumn Almanac" det første tegn på problemer for The Kinks. Denne storslåede single, et af britisk tresserpops store numre, blev i samtiden bredt betegnet som for meget lig tidligere sange af Davies." Nick Jones i Melody Maker spurgte: "Er det ikke ved at være tid for, at Ray stopper med at skrive om de grå forstæder og deres daglige, triste gøremål? ... Ray arbejder efter et skema, ikke ud fra følelser, og det er ved at blive ret kedeligt." Discjockeyen Mike Ahern "en gang bras". Dave Davies' anden single, "Susannah's Still Alive", udkom i Storbritannien i november 1967 og solgte beskedne 59.000 eksemplarer, hvilket ikke var nok til at bringe den i top-10. Miller nævner, at "ved nytårstid var The Kinks hastigt på vej til at blive umoderne."
I begyndelsen af 1968 stoppede gruppen stort set med turneerne for i stedet at koncentrere sig om studiearbejdet. Det fik som konsekvens, at da gruppen ikke var der til at gøre reklame for det nye materiale, fik de udsendte plader ikke særlig megen succes. The Kinks' næste single, "Wonderboy", udsendt i foråret 1968, nåede ikke højere end nummer 36 og var den første single siden de allerførste kopinumre, der ikke nåede i top-20 i Storbritannien. Trods dette var nummeret et af John Lennons favoritter. Ray Davies sagde: "En eller anden havde set John Lennon i en klub, hvor han igen og igen bad discjockeyen spille 'Wonder Boy' [sic]". Gruppens egen mening om nummeret var ikke så høj – Pete Quaife sagde senere: "[Jeg] hadede det ... det var forfærdeligt." I lyset af The Kinks' dalende popularitet fortsatte Davies med at dyrke sin egen helt originale sangskriverstil, hvor han på den måde gjorde oprør mod de kraftige forlangender af, at han skulle fortsætte med at lave salgsmæssige hits, og gruppen fortsatte med at tilbringe lang tid i studiet, hvor de efterhånden brugte tiden på det projekt, som efterhånden var ved at vise sig fra Davies, og som gik under navnet Village Green. I et forsøg på at genvinde gruppens kommercielle position bookede The Kinks' managere dem til en månedlang turné i april for at trække dem ud af studiet. Koncerterne fandt primært sted i klubber og kabareter med Peter Framptons gruppe The Herd som hovedattraktion. "Basalt set kom teenybopperne ikke for at se kedelige gamle The Kinks, som ind imellem må finde sig i tilråb som "We want the Herd!" under deres kortvarige optrædener," skriver Andy Miller. Turneen blev anstrengende og stressende – Pete Quaife erindrede det sådan: "Det var pligt, kedeligt og enkelt ... Vi spillede bare tyve minutter, men det var lige ved at gøre mig vanvittig at stå der på scenen og spille de samme tre toner igen og igen." I slutningen af juni udsendte The Kinks singlen "Days", der gav dem et kortvarigt, mindre comeback. "Jeg kan huske, at jeg spillede det, da jeg var i Fortis Green, første gang jeg havde nummeret på bånd," sagde Ray Davies, "Jeg spillede det for Brian, som havde været vores roadie, og hans kone og to døtre. De græd, da den var færdig. Virkelig skønt – som at tage til Waterloo og opleve solnedgangen ... Det er lige som at at sige farvel til en eller anden og så bagefter sidde til bage med fornemmelsen af angst for, at man er helt alene." "Days" blev nummer 12 i Storbritannien og kom i top-20 i flere andre lande, men kom slet ikke på hitlisten i USA.
Ideen om Village Green udkrystalliserede sig i gruppens næste album, The Kinks Are the Village Green Preservation Society, som blev udsendt i april 1968 i Storbritannien. Det bestod af en samling sange, der tematisk kan opfattes som vignetter fra engelske små og halvstore byer, og som var skrevet og indspillet op til to år inden udgivelsen. Den blev modtaget med næsten enstemmigt positive anmeldelser af rockkritikerne i Storbritannien og USA, men solgte ikke særlig godt. En af faktorerne for albummets manglende kommercielle succes var fraværet af en populær single. "Days" var ikke med på albummet, og nummeret "Startstruck" blev udsendt som single i Nordamerika og Europa (ikke Storbritannien), men solgte ikke særlig godt. Trods albummets manglende kommercielle succes blev Village Green (som den for nemheds skyld ofte blev benævnt) taget til sig af den nye undergrundsrockpresse, da den udkom i januar 1969 i USA, hvor The Kinks efterhånden blev opfattet som en kultgruppe. I avisen The Village Voice skrev den nyansatte Robert Christgau, at det var "årets hidtil bedste album". Undergrundsavisen Fusion i Boston trykkede en anmeldelse, hvori det hed: "The Kinks fortsætter trods alle odds, dårlig presse og den skæbne, de har opnået, at køre på ... Deres vedholdenhed er ophøjet, deres dyder er stoiske. The Kinks lever videre for evigt, nu blot i moderne forklædning. Albummet undgik dog ikke helt negativ kritik. I studenteravisen California Tech kommenterede en skribent, at det var "schmaltz rock ... uden fantasi, dårligt arrangeret og en ringe kopi af The Beatles." Skønt albummet kun solgte et anslået antal på omkring 100.000 kopier på verdensplan ved den oprindelige udgivelse, er det senere gået hen og blevet et af The Kinks' bedst sælgende, originale album, og det er fortsat populært. I 2004 blev det genudgivet i et "deluxe"-bokssæt med tre cd'er, og et af numrene, "Picture Book", blev brugt i en populær tv-reklameserie fra Hewlett-Packard, hvilket hjalp med til øge salget af albumsættet.
I begyndelsen af 1969 fortalte Quaife resten af gruppen, at han ville forlade den. De andre medlemmer tog ikke dette alvorligt, før de i New Musical Express 4. april kunne læse om Quaifes nye gruppe, Maple Oak, som han havde dannet uden at omtale det for resten af The Kinks. Ray Davies bad ham indtrængende om at komme tilbage til gruppen til indspilningerne af den kommende album, men Quaife afslog det. I stedet for ringede Davies straks John Dalton op, som tidligere havde været vikar for Quaife, og denne indvilligede i at stille op. Dalton var herefter officielt medlem af gruppen frem til 1977, hvor albummet Sleepwalker blev udsendt.
I april 1969 tog Ray Davies til Los Angeles, Californien, for at medvirke til at få ophævet forbuddet mod at spille i USA opstillet af American Federation of Musicians. Det lykkedes og åbnede for, at gruppen igen kunne komme til at spille i Amerika. Gruppens managere arrangerede i hast en turné i Nordamerika, hvilket skulle hjælpe til at genetablere gruppens position på den amerikanske popscene. Inden de drog over Atlanten, indspillede The Kinks endnu et album, Arthur (Or the Decline and Fall of the British Empire). I lighed med de to forrige album havde Arthur rod i en karakteristisk britisk digtning og musikalske elementer. Albummet blev en begrænset kommerciel succes, men blev godt modtaget af de amerikanske anmeldere. Det var tænkt som musikken til et tænkt, men aldrig realiseret tv-drama, og meget på albummet drejede sig om oplevelser fra brødrene Davies' barndom. Det handlede blandt andet om deres søster Rose, der var udvandret til Australien i begyndelsen af 1960'erne med sin mand Arthur Anning, der lagde navn til albummet, samt om opvæksten i London under anden verdenskrig. The Kinks tog af sted på deres USA-turné i oktober 1969. Turneen var overordnet set en fiasko, hvor gruppen kæmpede for at finde samarbejdsvillige koncertarrangører og interesseret publikum; mange af koncerterne blev rent faktisk aflyst. Gruppen havde dog held til at spille ved forskellige større undergrundsarrangementer på blandt andet Fillmore East i San Francisco og Whisky a Go Go i Hollywood.
I begyndelsen af 1970 valgte gruppen at tage keyboardspilleren John Gosling med som fast mand. Tidligere havde primært enten Nicky Hopkins eller Ray Davies spillet på keyboards på The Kinks' indspilninger. I maj 1970 debuterede Gosling med gruppen på "Lola", der er beretningen om et forvirrende møde med en transvestit, og som nåede i top-10 i både Storbritannien og USA og var med til at bringe The Kinks tilbage i publikums bevidsthed. Teksten indeholdt ordet "Coca-Cola", hvilket betød, at BBC ikke ville spille nummeret for ikke at bryde deres politik med at undgå product placement. En del af sangen blev i al hast genindspillet af Ray Davies, så den stødende linje blev erstattet af det mere neutrale "cherry cola", selv om gruppen til koncerter fortsat brugte "Coca-Cola". Der eksisterer indspilninger med begge variationer. Det efterfølgende album, Lola Versus Powerman and the Moneygoround, Part One, blev udsendt i november 1970. Det blev både salgs- og anmeldermæssigt en succes og det bedstsælgende af gruppens album siden midten af 1960'erne. Efter denne succes tog gruppen i 1971 fat på at lave Percy, der var soundtrack til filmen af samme navn om en penistransplantering. Albummet, der for en stor dels vedkommende bestod af instrumentalnumre, fik ikke særligt gode anmeldelser. Gruppens amerikanske pladeselskab, Reprise, afviste at udsende albummet i USA, hvilket affødte en større diskussion, der endte med, at gruppen ophævede sit samarbejde med selskabet. Det passede med, at gruppens kontrakt med Reprise (samt i øvrigt med Pye i Storbritannien) udløb efter udsendelsen af Percy.
Inden årets udgang havde The Kinks underskrevet en ny pladekontrakt gældende for fem album med RCA Records, der gav gruppen en forskud i million-dollar-størrelsen, hvilket gjorde det muligt for dem at etablere deres eget pladestudie, Konk. Deres første album for RCA, Muswell Hillbillies, var fyldt med inspiration fra britisk music hall og traditionel amerikansk musik, herunder country og bluegrass. Den prises ofte som den sidste af gruppens store plader, skønt den ikke var så populær som sine forgængere. Den var opkaldt efter brødrene Davies' fødested i Muswell Hill og indeholder sange, der beskriver arbejderklassens liv og, igen, brødrene Davies' barndom. Muswell Hillbillies måtte, trods generelt gode anmeldelser og store forventninger, nøjes med en plads som nummer 48 som det bedste på Record World-listen og nummer 100 på Billboard-listen. Den blev fulgt op af dobbelt-lp'en Everybody's in Show-Biz i 1972, et album, der både indeholder studieoptagelser og koncertoptagelser, der blev optaget under et to-dages engagement i Carnegie Hall. Albummet indeholdt blandt andet balladen "Celluloid Heroes" og den caraibisk-inspirerede "Supersonic Rocket Ship", der skulle blive The Kinks' sidste single på den britiske top-20 i mere end et årti. "Celluloid Heroes" er bittersøde tanker om afdøde Hollywood-stjerner, som får sangeren til at erklære, at han ville ønske, at hans liv var lige som en film, "fordi lærredets helte aldrig føler smerte ... og lærredets helte dør aldrig rigtig." Albummet blev en moderat succes i USA, hvor det nåede en plads om nummer 47 på Record World og nummer 70 på Billboard. Albummet markerer overgangen fra gruppens tidlige 1970'er-rockmateriale til den teaterorienterede udgave, der kom til at blive dominerende i de næste fire år.

### Teaterforklædning (1973-1976)
I 1973 kastede Ray Davies sig hovedkuls ud i en teaterorienteret stil, som begyndte med rockoperaen Preservation, en omsiggribende krønike om social revolution og en mere ambitiøs udvikling af grundholdningerne fra den tidligere Village Green Preservation Society. I forbindelse med Preservation-projektet var The Kinks' besætning udvidet med en horngruppe og kvindelige korsangere, hvilket reelt omformede gruppen til en slags teatertrup.
I den periode havde Ray Davies ægteskabelige problemer, hvilket havde negativ indvirkning på gruppen. Disse problemer tog særligt fart, efter at hans kone Rita forlod ham sammen med deres børn i juni 1973. Ray Davies blev ramt af en slags depression, der kulminerede i et offentlig sammenbrud ved en koncert i juli på White City Stadion i London. Ifølge en anmeldelse af koncerten i Melody Maker skete der det, at "Davies bandede på scenen. Han stod på White City Stadion og udbrød, at han var 'F......[sic] træt af det hele. ... Han havde 'kvalme helt herop over det' ... og de der hørte det, rystede på hovederne." Bladet Sounds kunne fortælle, at Ray så "forgræmmet og syg ud", inden han kyssede Dave Davies "blidt på kinden og derpå lod sin bombe sprænge." Ray Davies brød efterfølgende sammen efter indtagelsen af en overdosis narkotika og blev i hast kørt på hospitalet. Dave Davies kommenterede senere i et interview om hændelsen:
| Citat       | I guder, det var forfærdeligt. Det var, da Ray forsøgte at overgå sig selv. Jeg syntes, han virkede lidt underlig efter koncerten – jeg vidste ikke, at havde taget en hel, forbandet glas af underligt udseende psykiatriske piller. Det var en dårlig periode. Ray meddelte pludselig, at han ville stoppe det hele – det var omkring den tid, hvor hans første kone forlod ham. ... Hun havde forladt ham sammen med børnene på hans fødselsdag, lige for at dreje kniven rundt en ekstra gang. ... Jeg tror, at han havde taget pillerne inden koncerten. Jeg sagde til ham mod slutningen, at han var ved at blive smågal. Jeg vidste ikke, hvad der skete. Pludselig fik jeg et telefonopkald, om at han var kommet på hospitalet. Jeg kan huske, at jeg kom hen til hospitalet, hvor de var ved at pumpe ham ud, og det var ikke rart. | Citat |
| Dave Davies | |       |

Med Ray Davies i en tilsyneladende kritisk tilstand, blev der diskuteret en plan for at fortsætte gruppen med Dave Davies som frontfigur i værste tilfælde. Ray klarede sig imidlertid igennem og kom sig over sin sygdom samt sin depression, men gennem resten af den teaterprægede periode blev The Kinks' præstationer af varierende kvalitet, og deres allerede nedadgående popularitet faldt yderligere. John Dalton sagde senere, at da Davies "besluttede sig for at arbejde igen ... jeg tror ikke, han havde det fantastisk meget bedre, og han har været en anden person lige siden."
Preservation Act 1 udkom mod slutningen af 1973 og fik generelt sløje anmeldelser, og efterfølgeren, Preservation Act 2, der udkom i maj 1974, gik det ligesådan. Act 1 var det første album, der var indspillet i Konk-studiet; fra dette tidspunkt blev så at sige alle studieindspilninger foretaget i dette studie med Ray Davies som producer. The Kinks påbegyndte en ambitiøs USA-turné mod slutningen af 1974, hvor de tilpassede Preservation-fortællingen til scenen. Musikvidenskabsmanden Eric Weisbard udtalte om dette: "[Ray] Davies udvidede The Kinks til en landevejstrup bestående af omkring et dusin skuespillere, sangere og hornspillere i kostumer. ... Preservation-koncerterne viste sig at være mere sammenhængende og tæt end på pladen samt morsommere."
Davies begyndte snart på et nyt projekt for Granada Television, en musical med titlen Starmaker. Efter udsendelsen på tv med Ray Davies selv i hovedrollen og resten af The Kinks som såvel opbakningsgruppe som supplerende skuespillere drejede projektet sig efterhånden og blev til et konceptalbum, The Kinks Present a Soap Opera, som udkom i maj 1975. I projektet fantaserede Ray Davies om, hvad der ville ske, hvis en rockstjerne byttede liv med en "normal Norman" og tog et 9-til-5-job. I august 1975 indspillede The Kinks det sidste af deres teaterprægede album, Schoolboys in Disgrace, der var en baggrundshistorie om figuren Mr. Flash fra Preservation. Albummet blev en begrænset succes og nåde pladsen som nummer 45 på Billboard-listen. Gruppen havde dermed opfyldt deres kontrakt med RCA og skrev nu kontrakt med Arista Records i 1976. På opfordring fra Aristas ledelse valgte gruppen nu at skære ned til en mere almindelig femmandsgruppe og blev derved genfødt som rockgruppe.

### Ny kommerciel succes (1977-1985)
John Dalton forlod gruppen, inden de afsluttede indspilningerne af deres første album for Arista. Andy Pyle blev hentet ind for at medvirke til at gøre indspilningerne færdige samt medvirke på den efterfølgende turné. Sleepwalker, som udkom i 1977, kom til at blive et vendepunkt, hvor gruppen igen fik kommerciel succes, idet albummet nåede op til en 21. plads på Billboard-listen. Kort efter udsendelsen af denne plade samt indspilningen af opfølgeren Misfits valgte Andy Pyle og keyboardspilleren John Gosling at forlade gruppen for at arbejde sammen om et selvstændigt projekt. Dalton vendte tilbage for at spille på turneen, og det tidligere Pretty Things-medlem, keyboardspilleren Gordon John Edwards, kom med i gruppen. I maj 1978 udkom Misfits, The Kinks' andet Arista-album, der indeholdt "A Rock 'n' Roll Fantasy", som kom i top-40 i USA og var med til at sikre gruppen endnu en pladesucces. Dalton forlod gruppen endegyldigt efter afslutningen af deres britiske turné, og Gordon John Edwards gik snart samme vej. Den tidligere bassist i Argent, John Rodford, kom med i gruppen inden indspilningen af Low Budget, hvor Ray Davies spillede keyboards. Til den efterfølgende turné hentede man Ian Gibbons, og han blev snart fast medlem af gruppen. Trods disse forskellige personudskiftninger fortsatte gruppens popularitet at stige, både på plade- og koncertfronten. 
Fra slutningen af 1970'erne valgte flere og flere yngre grupper at kopiere nogle af The Kinks' ældre numre. Heavy metal-gruppen Van Halen fik et mindre hit med en kopiversion af "You Really Got Me", som kom i top-40, mens det tilhørende album, Van Halen, hvor nummeret også var på, nåede en 19. plads på Billboard-listen. Andre eksempler var The Jam med "David Watts", The Pretenders med "Stop Your Sobbing" og "I Go to Sleep" og The Knack med "The Hard Way". Alle disse kopinumre var med til at give interesse for The Kinks selv og deres nye udgivelser. Low Budget fra 1979 viste The Kinks tilbage til den hårde rock fra begyndelsen af deres karriere og blev deres blot andet album, der solgte til guldplade og blev deres bedst sælgende originale album i USA, hvor den nåede 11. pladsen. I 1980 udkom gruppens tredje livealbum, One for the Road, sammen med en video af samme navn, og den var med til yderligere at give succes på koncertfronten, en succes, der holdt ved til 1983. Dave Davies drog ligeledes fordel af gruppens genfundne kommercielle succes ved at udleve sine årelange ambitioner om at lave et soloalbum. Det første med titlen Dave Davies udkom i 1980 og blev kendt ved sit pladenummer AFL 1-3603 på grund af pladeomslaget, der viste Dave Davies i læderjakke med en enorm stregkode som ansigt, hvor navnet stod lige ovenover, mens pladenummeret stod nedenunder, på hans hals. Han lavede endnu et soloalbum det følgende år med titlen Glamour; det var ikke så stor en succes.
The Kinks' næste album, Give the People What They Want, udkom mod årets slutning i 1981 og blev næsten lige så stort et hit som Misfits, idet det nåede 15. pladsen i USA. Også dette album solgte til guldplade og indeholdt det britiske singlehit "Better Things" samt mainstream-rockhittet "Destroyer". Som et led i at reklamere for albummet tilbragte The Kinks slutningen af 1981 og det meste af 1982 med at turnere i en uendelighed, idet de spillede talløse udsolgte koncerter i Australien, Japan, England og Amerika. Turneen kulminerede med en optræden på US Festival i San Bernadino, Californien, foran 205.000 tilskuere. I foråret 1983 udkom singlen "Come Dancing", som blev deres største amerikanske hit siden "Tired of Waiting for You" og nåede 6. pladsen. Det blev også gruppens første britiske top-20-hit siden 1972 og nåede her 12. pladsen. Det tilhørende album, State of Confusion, blev ligeledes et stort hit og nåede op som nummer 12 i USA, men formåede i lighed med gruppens øvrige album siden 1967 ikke at komme på den britiske albumhitliste. Et andet singleudspil fra albummet, "Don't Forget to Dance", nåede top-30 i USA og en beskeden placering på den britisk hitliste.
The Kinks' anden popularitetsmæssige højdepunkt holdt sig med State of Confusion, men derefter begyndte succesen at dale, en tendens der også gjorde sig gældende for deres britiske samtidige rocknavne som The Rolling Stones og The Who på samme tid. I anden halvdel af 1983 påbegyndte Ray Davies et ambitiøst filmprojekt for sig selv med titlen Return to Waterloo om en London-pendler, der dagdrømmer om, at han er seriemorder. Projektet resulterede dels i et musikalbum, dels i en timelang film, som blandt andet havde Tim Roth i sin første større filmrolle. Det intense arbejde med at skrive, instruere og indspille dette materiale skabte spændinger mellem brødrene Davies. Et stormfuldt forhold mellem Ray Davies og Chrissie Hynde gjorde ikke tingene bedre. Den gamle strid mellem Dave Davies og Mick Avory blussede på den tid op igen og kom til at betyde, at Davies nægtede at samarbejde med Avory. I stedet forlangte han, at Avory blev erstattet af den tidligere Argent-trommeslager Bob Henrit. Dave Davies fik sin vilje, men Ray Davies var stadig på god fod med Avory og tilbød ham at blive leder af Konk-studiet. Avory tog imod dette tilbud og fortsatte som producer og lejlighedsvis som musiker på senere Kinks-album.
Mellem færdiggørelsen af Return to Waterloo og Avorys afgang var gruppen begyndt på arbejdet med Word of Mouth, deres sidste album hos Arista, udsendt i november 1984. Som følge heraf medvirker Avory på tre af numrene, mens Henrit og en trommemaskine klarer de øvrige numre. Mange af sangene på dette album fandtes også på Ray Davies' Return to Waterloo-soundtrackalbum. Albummets første nummer, "Do It Again", blev udsendt på single i april 1985 og nåede 41. pladsen i USA; det blev sidste gang gruppen fik et nummer på Billboard Hot 100.
På samme tid, som dette album blev udsendt, udkom der hele tre bøger om The Kinks. The Kinks: The Official Biography af Jon Savage var i stor udstrækning baseret på interview med gruppens medlemmer. Ray Davies havde endda hjulpet Savage og hans agent med at formulere kontrakten. Trods dette forsøgte Davies tre gange kort inden dens udgivelsedato at stoppe bogen. The Observer kunne fortælle, at der "først var indvendinger mod teksten på trods af, at sangeren tidligere havde godkendt den. ... Så kom der en trussel om fogedforbud ... på grund af indvendinger mod nogle fotoer. Så kom der et besynderligt krav [om] £50.000 for tilladelse til at citere nogle sangtekster." Truslerne blev trukket tilbage, og udgivelsen kunne gennemføres. Kort efter denne bog udkom også The Kinks Kronikles af rockkritikeren John Mendelsohn, som havde indsamlet og skrevet noter til et opsamlingsalbum af samme navn udgivet i 1972. Endelig udkom The Kinks — The Sound And The Fury (The Kinks — A Mental Institution i USA), skrevet af Johnny Rogan.

### Svækkelse af populariteten og gruppens opløsning (1986-1996)
I begyndelsen af 1986 underskrev gruppen en kontrakt med MCA Records i USA og London Records i Storbritannien. Deres første album for de nye selskaber var Think Visual, som udkom senere samme år og blev en moderat succes med en bedste placering som nummer 81 på Billboard albumhitlisten. Sange som balladen "Lost and Found" og "Working at the Factory" handlede om arbejdernes liv ved samlebåndet, mens titelnummeret var et angreb den selv samme MTV-videokultur, som gruppen selv havde haft gavn af tidligere i årtiet. The Kinks fulgte Think Visual op med udgivelsen af et nyt livealbum, The Road, der var en beskeden succes hos såvel kritikere som publikum. I 1989 udsendte gruppen albummet UK Jive, der var en kommerciel fiasko og kun opnåede en enkelt uge på hitlisten på en beskeden 122. plads. Derpå opsagde MCA kontrakten med gruppen, hvilket satte The Kinks i den usædvanlige situation, at de for første gang i 25 år havde problemer med at få udgivet plader. På den tid forlod gruppens keyboardspiller gennem lang tid, Ian Gibbons, gruppen, og han blev erstattet af Mark Haley.
I 1990, som var første år, hvor de havde muligheden, blev The Kinks optaget i Rock and Roll Hall of Fame. Mick Avory og Pete Quaife var til stede ved ceremonien. Optagelsen formåede imidlertid ikke at genoplive The Kinks' karriere, der var ved at gå i stå. Et opsamlingsalbum fra MCA-tiden blev udsendt under titlen Lost & Found (1986-1989) blev produceret i 1991, primært for at opfylde kontraktmæssige forpligtelser og markerede samtidig et officielt farvel fra gruppen til dette selskab. Gruppen skrev nu en kontrakt med Columbia Records og udgave en ep med fem sange under titlen Did Ya i 1991, men skønt den indeholdt en ny studieindspilning af gruppens store hit fra 1968, "Days", lykkedes det ikke at få succes med den.
The Kinks var nu blevet en gruppe med fire medlemmer, da de indspillede det første album for Columbia, Phobia, i 1993. Haley forlod gruppen efter en udsolgt koncert i Royal Albert Hall i London, hvorpå Gibbons vendte tilbage og var med gruppen på en USA-turné. Phobia opnåede kun én uge på Billboard på en ydmyg 166. plads; som det var blevet reglen for gruppen på den tid, gjorde albummet ikke indtryk i Storbritannien. En single fra albummet, "Only a Dream", kom akkurat ikke på den britiske hitliste. Et andet nummer, "Scattered", blev annonceret til at udkomme på single og blev fulgt om af tv- og radioreklamer, men kunne ikke fås i butikkerne – adskillige måneder senere kom der et lille antal, som blev købt af samlere. Columbia opsagde kontrakten med The Kinks i 1994. Samme år udsendte gruppen første version af albummet To the Bone på deres eget selskab Konk i Storbritannien. Dette akustiske livealbum blev dels indspillet på en meget succesfuld turné i Storbritannien i 1993-94, dels live i Konk-studiet for et lille, specielt inviteret publikum. To år senere udsendte gruppen en ny og forbedret dobbelt-cd i USA under samme navn, og her fandtes også to nye studienumre, "Animal" og "To the Bone". Dette album indeholdt grundlæggende en række nye udgaver af gamle Kinks-hits. Albummet fik udmærket presseomtale, men opnåede ikke hitlisteplaceringer i hverken USA eller Storbritannien.
Gruppens rygte blev betydeligt bedre i midten af 1990'erne, først og fremmest på grund af det nye "britpop"-boom. Flere af denne periodes mest fremtrædende navne nævnte The Kinks blandt deres store inspirationskilder. Blurs frontfigur Damon Albarn og Oasis' centrale sangskriver Noel Gallagher beskrev begge, hvordan The Kinks havde haft betydning for deres sangskrivning samt deres musikalske udvikling. Gallagher udnævnte The Kinks til den femtebedste gruppe til alle tider. Trods hyldest som denne fortsatte gruppens kommercielle stjerne med at falde. De fik efterhånden mindre at lave, og gruppens to frontfigurer, Ray og Dave Davies, begyndte i højere grad at følge personlige interesser. Hver af dem udgav en selvbiografi; Rays X-Ray udkom i begyndelsen af 1995, mens Dave fulgte efter med Kink året efter. The Kinks optrådte offentligt for sidste gang om sommeren 1996, og gruppen samledes for hvad der skulle vise at blive sidste gang ved Dave Davies' 50-årsfødselsdagfest. Musikhistorikeren Doug Hinman skriver herom: "Symbolikken i denne begivenhed var umulig ikke at få øje på. Festen blev afholdt på det sted, hvor brødrene for allerførste gang vist sig frem offentligt, på pubben Clissold Arms, næsten over for deres barndomshjem i Fortis Green i Nordlondon."

### Solokarrierer og mulig genforening
Efter opløsningen fokuserede gruppens medlemmer på forskellige soloprojekter, og Ray og Dave udsendte hver sit studiealbum. Der har cirkuleret rygter om en mulig genforening (heriblandt en forfejlet studiegenforening af gruppens originale medlemmer i 1999), men hverken Ray eller Dave Davies udviste større interesse i at spille sammen igen. Nogle af de øvrige tidligere medlemmer, John Gosling, Mick Avory og John Dalton, var allerede i 1994 gået sammen og hoppet med på oldies-bølgen, hvor de med sangeren og guitaristen Dave Clarke havde dannet gruppen The Cast Off Kinks. Gosling og Dalton trak sig ud af dette i 2008 og blev erstattet af de andre tidligere Kinks-medlemmer, Jim Rodford og Ian Gibbins. Ray Davies, Pete Quaife og Bob Henrit har givet gæsteoptrædener med denne gruppe ved særlige Kinks-fanklubforsamlinger.
Ray Davies udsendte albummet Storyteller i 1998 sammen med bogen X-Ray. Det var oprindeligt skrevet to år før som et show i kabaretstil med hyldest til den gamle gruppe og hans bror, som han ikke længere havde forbindelse med. Det amerikanske tv-netværk, VH1, så et tv-potentiale i hans musik/dialog/minde-format og lavede en række tilsvarende projekter med etablerede rocknavne under titlen VH1 Storytellers startende med Ray Davies. Dave Davies talte i pæne vendinger i begyndelsen af 2003 om en genforening af gruppen, og da 40-årsdagen for gruppens gennembrud nærmede sig, udtrykte begge Davies-brødrene interesse for igen at arbejde sammen. Imidlertid faldt håbet om en sådan genforening væk, da Dave Davies i juni 2004 blev ramt af et slagtilfælde på vej ud af en elevator, hvorefter han i en periode var ude af stand til at tale og spille guitar. Efter at Dave havde kommet sig igen, blev The Kinks optaget i UK Music Hall of Fame i november 2005, hvor alle de fire originale medlemmer mødte op. Den tilhørende pris blev præsenteret af gruppens årelange beundrer og ven med Ray Davies, The Whos guitarist og sangskriver Pete Townshend. Hæderen var med til at sætte gang i salget for gruppen igen; i august 2007 nåede The Ultimate Collection, som var udgivet i 2002, igen på hitlisten og nåede en 32. plads på den generelle britiske liste samt førstepladsen på den britiske indie-hitliste.
I december 2007 bragte bladet Record Collector et interview med Ray Davies, hvor han sagde: "Jeg talte med Quaife for omkring en måned siden, og han vil frygtelig gerne lave en ny plade med mig. Jeg tror, at Dave er ved at have det bedre, og Mick spiller stadig. Det ville være mægtig fint at samles igen bare for at se, hvilke musikalske ideer, vi kunne få, og hvordan det så ville gå." Daily Mail fortolkede efterfølgende disse udtalelser som en erklæring om, at en genforening af gruppens originale besætning var umiddelbart forestående. Dave Davies afviste dog hurtigt tanken om en genforening. Han fortalte en journalist, at "det ville være som en dårlig genindspilning af Night of the Living Dead" og tilføjede: "Ray har lavet karaoke-Kinks shows siden 1996."
I et interview med BBC Radio 4 i september 2008 sagde Ray Davies om en mulig genforening: "Der er et ønske om at gøre det", men at han ikke ville være med, hvis det skulle være et nostalginummer: "Det, der skulle til få mig et at sige klart 'ja' eller 'nej', var om vi skulle lave nye sange eller ej." Han tilføjede, at den største hindring for gruppens genforening var hans brors tilstand efter sit slagtilfælde. To måneder senere fortalte han til BBC, at gruppen var begyndt at skrive nyt materiale til en mulig genforening, men han afslørede ikke her, hvilke medlemmer der var tale om. I et interview, der gik i luften december samme år på den amerikanske tv-kanal, Biography Channel, talte Ray Davies igen om mulighederne for at genforenes med sin bror: "Jeg foreslog ham at lave nogle småshows for at se, hvor godt han kan spille. Hvis vi skal spille sammen igen, kan vi ikke direkte tage på landevejen for store reklametrommer. ... Men hvis Dave har det godt med det, og der er ordentligt nyt materiale, som vi kan skrive, vil det ske."
I juni 2009 fortalte Ray Davies til The Independent, at selv om en fuldstændig genforening var usandsynlig, så "vil jeg fortsætte med at spille med nogle af de gamle gruppemedlemmer som Mick Avory indimellem. Med Dave er meget af det psykologisk. Jeg vil hjælpe ham ind og bruge pisk og gulerod, og når tiden er inde, vil jeg nok endda råbe ad ham igen." Da han blev spurgt om mulighederne for en genforening det år, sagde Avory: "En genforening vil ikke være mulig med de oprindelige medlemmer, i første omgang på grund af dårligt helbred. Men det kunne være en mulighed med The Kast Off Kinks plus Ray. Uanset hvad vil Ray indspille nyt materiale. Vi har også nogle gamle numre liggende fra 80'erne."  I marts 2010 fortalte Avory, at gruppen planlagde at udsende et nyt album med uudgivet og nyt materiale. Han sagde, at de havde "otte numre" klar til et nyt album, men at brødrene Davies var nødt til at forlige sig, inden projektet kunne fortsætte. Det er dog endnu usikkert, hvem der har været med i dette projekt ud over Ray Davies og Mick Avory.
Quaife, der havde været i dialyse på grund af nyresvigt gennem mere end ti år, døde 23. juni 2010 i en alder af 66 år. To dage efter bassistens død lagde Dave Davies en udtalelse op på sit message board, hvor han udtrykte sin dybe sorg over, at hans gamle kammerat fra gruppen var gået bort, og tilføjede, at Quaife "aldrig rigtig havde fået anerkendelse som fortjent for sit bidrag og sin medvirken [hos The Kinks]." Ray Davies dedikerede sin optræden på Glastonbury Festival 27. juni samme år til Quaife og spillede flere numre fra perioden, hvor Quaife var med i The Kinks som en hyldest til ham. Davies fortalte publikum: "Jeg ville ikke stå her, hvis det ikke var for ham."
I uafhængige interviews i begyndelsen af 2011 talte begge Davies-brødre pænt om en mulig genforening. Dave Davies udtalte: "Der er ikke noget i kikkerten endnu, men ... lad os se. Det er muligt." Begge har sagt, at genforeningen er afhængig af den andens vilje. Ifølge Ray skulle brødrene mødes i april for at diskutere fremtidsplaner.
I 2012 er der stadig ikke noget nyt om en genforening, og Ray Davies fortsætter med at turnere i eget navn. Et bokssæt med liveoptagelser med gamle numre med The Kinks er annonceret til udgivelse i august 2012 med titlen The Kinks at the BBC.

## The Kinks' betydning
The Kinks anerkendes som et af de vigtigste og mest indflydelsesrige rocknavne fra 1960'erne. Stephen Erlewine har kaldt The Kinks "en af de mest indflydelsesrige grupper i den britiske invasion", og på Rock and Roll Hall of Fames hjemmeside hedder det om gruppen, at "Ray Davies er ubestrideligt en af rockens mest kultiverede, vittige og indsigtsfulde sangskrivere." Blandt de kunstnere, der er påvirket af The Kinks, kan nævnes punkrockgrupper som The Ramones, The Clash og The Jam, new wave- og heavy metalgrupper som The Pretenders og Van Halen, samt britpopgrupper som Blur, Oasis og Pulp. Pete Townshend, guitarist i The Kinks' kolleger fra samme periode, The Who, var til dels påvirket af gruppens lydunivers: "The Kinks var ... ærkeengelske. Jeg har altid forestillet mig, at Ray Davies en dag vil blive hædret som digter. Han opfandt en ny slags digtning og en ny sprogbrug til poppen som påvirkede mig fra den aller-, allerførste dag." Joe Savage skrev, at The Kinks også havde indflydelse på de sene 1960'eres amerikanske psykedeliske grupper "som The Doors, Love og Jefferson Airplane." Musikforskeren Joe Harrington har beskrevet The Kinks' betydning for udviklingen af den hårde rock og heavy metal således: "'You Really Got Me', 'All Day and All of the Night' og 'I Need You' var forløbere for hele tre-akkord-genren ... The Kinks gjorde meget for, at rock'n'roll (Jerry Lee Lewis) drejede sig over mod rock (Led Zeppelin, Black Sabbath, The Stooges)."

## Hitlister, salgsbeviser og anerkendelse
The Kinks fik i alt fem singler på top-10 på den amerikanske Billboard-hitliste. Ni af deres album kom i top-40. I Storbritannien havde gruppen sytten singler i top-20 og fem album i top-10. Den amerikanske RIAA har tildelt gruppen fire af gruppens album guldplade. Greatest Hits! fik den første guldplade for salget af 1 million eksemplarer 28. november 1968 – seks dage efter udsendelsen af The Kinks Are the Village Green Preservation Society, som ikke havde held til at komme på hitlisterne nogen steder. Den næste guldplade kom først i 1979 med Low Budget, som blev efterfulgt af livealbummet One for the Road fra det følgende år (guldpladen tildelt 8. december 1980). Give the People What They Want udsendt i 1981 fik guld 25. januar 1982 for et salg på 500.000 eksemplarer. ASCAP, der repræsenterer de udøvende kunstneres rettigheder i USA, tildelte The Kinks prisen for "En af de mest spillede sange i 1983" for deres hitsingle "Come Dancing".
Gruppen modtog Ivor Novello-prisen for "enestående bidrag til britisk musik", og i 1990 blev de fire oprindelige medlemmer af The Kinks optaget i Rock and Roll Hall of Fame. Gruppen blev tilsvarende optaget i UK Music Hall of Fame i november 2005.

## Musikalsk stil
I begyndelsen af deres karriere holdt The Kinks sig inden for veletablerede genrer som R&B og blues, men de begyndte snart at eksperimentere rock af højere lydstyrke og med hård rock-lyd – med henvisning til deres pionérarbejde på dette område betegnes de ofte som de "oprindelige punkere". Dave Davies blev træt at den traditionelle "rene" guitarstil, der kendetegnede den tid; det er senere blevet velkendt, at han i sin søgen efter højere lydstyrke og en mere bidende lyd lavede en kile i højtalerkeglen på sin Elpico-guitarforstærker (kaldet "den lille grønne forstærker"): "Jeg var ved at blive rigtig frustreret [med forstærkerens lyd], og så sagde jeg: 'Jeg ved det! Jeg ordner dig!', og så tog jeg et Gilette-barberblad og skar ... [fra midten og til kanten af] keglen ... så den var helt flosset, men stadig sad fast, stadig var intakt. Så spillede jeg, og jeg syntes, at det lød fantastisk." Den skærende lyd fra forstærkeren blev derpå genskabt i studiet; Elpico'en blev forbundet med en større Vox AC30, og den lydeffekt, der kom ud af det, blev det markante element i The Kinks' første indspilninger – mest tydeligt på "You Really Got Me" og "All Day and All of the Night".
Men gruppen forlod snart R&B og den hårde rock som deres kendemærke. Fra 1966 og frem blev The Kinks kendt for deres brug af traditionel engelsk musik og kultur i en periode, hvor mange andre britiske grupper forlod deres kulturarv til fordel for stilen fra amerikansk blues, R&B og pop. Ray Davies husker, at han på et bestemt tidspunkt i 1965 besluttede sig for at vende sig væk fra den amerikanske påvirkning og skrive mere introspektive og intelligente sange: "Jeg besluttede mig for i højere grad at bruge ord og sige ting. Så skrev jeg 'Well Respected Man'. Det var den første virkeligt ord-prægede sang, jeg skrev. ... [Jeg] holdt [også] op med at prøve at amerikanisere min accent." The Kinks' ønske om at holde sig mere til engelsk stil blev styrket af udelukkelsen fra at spille på det amerikanske marked, som de fik påført af American Federation of Musicians. Udelukkelsen afskar dem fra det amerikanske pladekøbende publikum, verdens største musikmarked, og tvang dem til at fokusere på Storbritannien og resten af Europa. The Kinks arbejdede på at forfine deres engelske lyd gennem resten af 1960'erne ved at tilføje music hall og engelsk folkemusik, og derved skabte de noget af den mest indflydelsesrige og vigtige musik i perioden.
Med Everybody's in Show-Biz (1972) begyndte Ray Davies at udforske teaterprægede effekter til gruppens album; disse motiver blev for alvor slået fast med albummet Preservation Act 1 fra 1973 og fortsatte til og med Schoolboys in Disgrace fra 1976. The Kinks opnåede ikke nogen stor succes med disse konceptmæssige tiltag, og gruppen vendte tilbage til den mere traditionelle rock i sidste halvdel af 1970'erne. Sleepwalker (1977), som indvarslede fornyet kommerciel succes for gruppen, indeholdt en veletableret, relativt glat pladeproduktionsstil, som skulle blive normen for dem i de følgende år. Gruppen vendte tilbage til den hårde rock med Low Budget (1979) og fortsatte i den stil i resten af deres karriere.

## Dokumentation, uudgivet materiale og fraklip
I modsætning til flere af The Kinks' samtidige som fx The Beatles, hvis indspilninger er velbevarede, findes der stort set ingen studiedokumentation bevaret fra gruppens pladeindspilningshistorie i 1960'erne. Det vides, at Ray Davies skrev dagbog, men han har endnu ikke ladet offentligheden få lejlighed til at nærlæse dem. Pye Records har i modsætning til større pladeselskaber som EMI kun bevaret ganske få af The Kinks' prøveindspilninger og fraklip – størstedelen af dette materiale blev destrueret, smidt ud eller overspillet i midten af 1980'erne. Fra deres periode hos RCA og frem er der bevaret både dokumentation og bånd, mest fordi The Kinks fik frie hænder til den kreative proces, der kom til at foregå i deres eget Konk-studie, men som Doug Henman skriver: "Indtil og kun såfremt nogen får adgang til gemmerne i Konk-studiet, vil der stadig være store mangler i dokumentationen af The Kinks pladeindspilninger."

## Diskografi
De følgende er de centrale studiealbum med The Kinks.
- Kinks (1964)
- Kinda Kinks (1965)
- The Kink Kontroversy (1966)
- Face to Face (1966)
- Something Else by The Kinks (1967)
- The Kinks Are the Village Green Preservation Society (1968)
- Arthur (Or the Decline and Fall of the British Empire) (1969)
- Lola versus Powerman and the Moneygoround, Part One (1970)
- Muswell Hillbillies (1971)
- Everybody's in Show-Biz (1972)
- Preservation Act 1 (1973)
- Preservation Act 2 (1974)
- Soap Opera (1975)
- Schoolboys in Disgrace (1975)
- Sleepwalker (1977)
- Misfits (1978)
- Low Budget (1979)
- Give the People What They Want (1981)
- State of Confusion (1983)
- Word of Mouth (1984)
- Think Visual (1986)
- UK Jive (1989)
- Phobia (1993)